# Ceraphron flavicornis
Ceraphron flavicornis är en stekelart som beskrevs av Jean-Jacques Kieffer 1907. Ceraphron flavicornis ingår i släktet Ceraphron och familjen pysslingsteklar. Inga underarter finns listade i Catalogue of Life.